# 山本天志
山本 天志（やまもと たかし、本名同じ）は、日本のアニメーション監督、アニメーション演出家、アニメーター。別名義に山本郷、山本深幸、山本美也など。
長野県在住。趣味は自動車と競馬。

## 経歴
円谷プロダクション出身。2004年の『Φなる・あぷろーち』で初監督。現在はゼクシズを中心に活動する。伊部由起子と共に作品に参加することが多い。

## 参加作品

### テレビアニメ
1983年
- ななこSOS（制作進行）

1988年
- それいけ!アンパンマン（ - 2000年、原画、作画監督）

1995年
- 怪盗セイント・テール（-1996年、作画監督）

1997年
- ルパン三世 ワルサーP38（原画）
- ポケットモンスター（-2002年、作画監督・原画）

1998年
- TRIGUN（原画）

2000年
- 幻想魔伝 最遊記（原画）

2002年
- ロックマンエグゼ（作画監督・原画）

2003年
- 名探偵コナン（作画監督・原画）
- D.C. 〜ダ・カーポ〜（演出）※山本深幸名義

2004年
- Φなる・あぷろーち（監督・絵コンテ・演出）

2005年
- 好きなものは好きだからしょうがない!!（絵コンテ・演出）※山本深幸名義
- 魔法先生ネギま!（演出）
- ラムネ（演出）
- D.C.S.S. 〜ダ・カーポ セカンドシーズン〜（絵コンテ・演出）
- Canvas2 〜虹色のスケッチ〜（演出）

2006年
- 鍵姫物語 永久アリス輪舞曲（絵コンテ・演出）
- 機神咆吼デモンベイン（演出）
- 乙女はお姉さまに恋してる（絵コンテ）
- 護くんに女神の祝福を!（-2007年、絵コンテ・演出）

2007年
- ななついろ★ドロップス（監督・絵コンテ・演出）

2008年
- レンタルマギカ（絵コンテ）
- H2O -FOOTPRINTS IN THE SAND-（絵コンテ・演出・原画）
- 乃木坂春香の秘密（2008年）絵コンテ
- まかでみ・WAっしょい!（絵コンテ・演出・原画）

2009年
- アキカン!（絵コンテ）
- 鋼殻のレギオス（絵コンテ）
- 神曲奏界ポリフォニカ クリムゾンS（絵コンテ）
- うみものがたり 〜あなたがいてくれたコト〜（絵コンテ・演出・原画）
- 宙のまにまに（絵コンテ）
- 乃木坂春香の秘密 ぴゅあれっつぁ♪（絵コンテ）

2010年
- デュラララ!!（演出）
- ジュエルペット てぃんくる☆（-2011年、監督・絵コンテ・演出・原画）
- FORTUNE ARTERIAL 赤い約束（絵コンテ）

2011年
- いつか天魔の黒ウサギ（監督・絵コンテ）
- ジュエルペット サンシャイン（原画）
- ベン・トー（演出）

2012年
- ジュエルペット きら☆デコッ!（絵コンテ・原画）
- クイーンズブレイド リベリオン（演出）
- だから僕は、Hができない。（原画）
- はぐれ勇者の鬼畜美学（絵コンテ）
- イクシオン サーガ DT（絵コンテ）

2013年
- キューティクル探偵因幡（絵コンテ・演出）
- 惡の華（作画統括）
- ロウきゅーぶ!SS（演出）
- DIABOLIK LOVERS（OP原画）
- 世界でいちばん強くなりたい!（絵コンテ・演出）
- ジュエルペット ハッピネス（絵コンテ）

2014年
- 咲-Saki- 全国編（絵コンテ・演出）
- レディ ジュエルペット（絵コンテ・演出・ED原画）
- 普通の女子校生が【ろこどる】やってみた。（絵コンテ）
- 少年ハリウッド -HOLLY STAGE FOR 49-（演出）
- 結城友奈は勇者である（絵コンテ）

2015年
- ISUCA（絵コンテ）
- ハロー!!きんいろモザイク（演出）
- 乱歩奇譚 Game of Laplace（絵コンテ）
- VALKYRIE DRIVE -MERMAID-（絵コンテ）
- ランス・アンド・マスクス（絵コンテ・演出）

2016年
- 紅殻のパンドラ（絵コンテ・演出）
- 鬼斬（監督）
- ビッグオーダー（演出）
- ハンドレッド（演出）
- この美術部には問題がある!（演出）

2017年
- セイレン（ED絵コンテ・演出）
- フレームアームズ・ガール（絵コンテ・演出）
- 徒然チルドレン（絵コンテ・演出）

2018年
- 魔法少女 俺（演出）
- 鹿楓堂よついろ日和（絵コンテ・演出）
- 深夜!天才バカボン（副監督）

2019年
- えんどろ〜!（絵コンテ・演出）

2020年
- シャドウバース（絵コンテ・演出）

2022年
- シャドウバースF（絵コンテ・演出）
- 神クズ☆アイドル（演出）

2023年
- スパイ教室（絵コンテ）

### 劇場アニメ
1989年
- それいけ!アンパンマン キラキラ星の涙（原画）

1992年
- それいけ!アンパンマン つみき城のひみつ（原画）

1993年
- それいけ!アンパンマン 恐竜ノッシーの大冒険（原画）

1995年
- それいけ!アンパンマン ゆうれい船をやっつけろ!!（原画）
- はじまりの冒険者たち レジェンド・オブ・クリスタニア（原画）

1996年
- それいけ!アンパンマン 空とぶ絵本とガラスの靴（原画）
- ルパン三世 DEAD OR ALIVE（原画）

1997年
- 名探偵コナン 時計じかけの摩天楼（原画）
- それいけ!アンパンマン 虹のピラミッド（原画）
- 爆走兄弟レッツ&ゴー暴走ミニ四駆大追跡!（作画監督）※山本郷名義

1998年
- ビーストウォーズII 超生命体トランスフォーマー ライオコンボイ危機一髪!（キャラクターデザイン・総作画監督）
- それいけ!アンパンマン てのひらを太陽に（原画）

2002年
- それいけ!アンパンマン ロールとローラ うきぐも城のひみつ（原画）

2003年
- こちら葛飾区亀有公園前派出所 THE MOVIE2 UFO襲来! トルネード大作戦!!（原画）

2012年
- 映画ジュエルペット スウィーツダンスプリンセス（原画）

2016年
- きんいろモザイク Pretty Days（絵コンテ・演出）

2021年
- きんいろモザイク Thank you!!（副監督）

### OVA
- ウルトラマン超闘士激伝（1996年）作画監督
- マジンカイザー 死闘!暗黒大将軍（2003年）原画
- スーパーロボット大戦ORIGINAL GENERATION THE ANIMATION（2005年）原画
- AIKa ZERO（2009年）演出
- 聖闘士星矢 THE LOST CANVAS 冥王神話（2009年）絵コンテ
- 乃木坂春香の秘密 ふぃな〜れ♪（2012年）絵コンテ

### Webアニメ
- 最終試験くじら（2007年）演出
- Romanticスパイス カプサイジ伝説（2024年）監督・絵コンテ

## 註
1. ↑  山本天志のTwitter 2012年10月25日 5:53の発言
2. ↑  “怪盗セイント・テール”.   トムス・エンタテイメント. 2016年5月22日閲覧。
3. ↑  “ななついろ★ドロップス 作品情報”.   アニメハック. 2020年9月4日閲覧。